# Eek a Penis!
«Eek!, a Penis!» (En España «¡Agh, un pene!» y en Hispanoamérica «¡Puaj, un pene!») es el quinto episodio de la 12.ª temporada de South Park. Su primera emisión en Latinoamérica fue el 30 de marzo de 2009.

## Trama
El episodio comienza con la Sra. Garrison llorando en frente de la clase pues recuenta la historia de Thomas Beatie, el transexual que apareció en el show de Oprah antes de que el episodio se estrenara en los EE. UU., Dice que Beatie sigue siendo una mujer por dentro por el hecho de tuviera un hijo, lo que significa que la Sra. Garrison sigue siendo un hombre por dentro. Entonces explica que no se siente feliz como "mujer", pero no puede volver a ser un hombre pues su pene fue destruido después de su operación de cambio de sexo en el episodio "La Nueva Vagina del Sr. Garrison". Luego de hacer un escándalo, Garrison es retirado de la docencia por la Directora Victoria hasta que tenga su vida personal en orden, y Cartman estuvo de profesor temporalmente en el lugar de Garrsion. Los chicos entonces robaron las respuestas del examen del día siguiente del escritorio de Garrison, con un resultado de que todos tuvieron mejores notas que nunca. Impresionados, El departamento escolar del Condado de Denver le pide a cartman enseñar en la secundaria Jim Davis
La Sra. Garrison ve una nota de noticias describiendo cómo los científicos pueden usar un ratón para crecer una oreja humana, y decide que hagan el mismo experimento para tener un nuevo pene. Usando algo de su ADN masculino y todo su dinero, los científicos crean un ratón con un pene, pero escapa del laboratorio y va a toda la ciudad, causando reacciones histéricas en todas las mujeres que lo ven (No lo refieren como un ratón, sino como un "pene"). La Sra. Garrison lo busca, y el ratón va a varias casas y restaurantes. En un cierto punto, el ratón para en una cerca cantando a la luna. Luego, el pene se une y forman un dueto. La canción es interrumpida por Garrison y finalmente el ratón se va a las alcantarillas, cosa que la Sra. Garrison comenzó a decir que no será un hombre de nuevo. Garrison recurre a la policía donde el Sargento Yates y el Detective Murphy retratan el pene de Garrison en un ratón (un Mickey Mouse con un enorme pene) y en ese momento escuchan que un pene rondaba por un supermercado, porque Garrison aún sigue en su búsqueda.
Mientras tanto, Cartman, tomando la advertencia de Kyle acerca de que los estudiantes de las grandes ciudades le van a "asesinar los cojones", se disfraza de un hombre hispano llamado "Sr. Cartmenez", y les enseña a los estudiantes cómo los blancos pueden triunfar mientras ellos no: Haciendo trampa. Entonces le enseña a su clase numerosas técnicas de hacer trampa, explicando de que así como ellos triunfen, nadie los va a juzgar. Cartman cita a Bill Belichick y su éxito después de hacer trampa en el Fútbol. Les enseña a memorizar las respuestas, usar cámaras, y en caso de una mujer embarazada, hacer un aborto (que explica que "hace trampa a la naturaleza", y que "las blancas van a la universidad haciéndolo todo el tiempo"). La clase rinde homenaje al "Sr. Cartmanés" por enseñarles "el método de los blancos"
Cuando la Sra. Garrison está llorando en el parque, el ratón con su pene se muestra y permite que sea atrapado, y la Sra. Garrison va a una operación y es el Sr. Garrison de nuevo. Va a la escuela y explica que el verdadero método de juzgar el género es mirar si puede tener hijos o no. El episodio concluye cuando un profesor dice que su esposa no puede tener hijos porque tiene cáncer de ovarios, y el Sr. Garrison responde con "Pues hazte la prueba del sida, Thomson, porque tu esposa es macho... Sí, Volví!", Mientras el ratón vuela en el aire.